# New York Rangers
Die New York Rangers (IPA: [njuː ˈjɔɹk ˈɹeɪndʒɚs]) sind ein US-amerikanisches Eishockeyfranchise der National Hockey League aus New York City. Gegründet am 15. Mai 1926, nahm das Team zum Beginn der Saison 1926/27 den Spielbetrieb auf. Aufgrund ihrer Teamfarben Blau, Rot und Weiß und ihrer Herkunft sind sie auch als Broadway Blueshirts bekannt.
Die Rangers tragen ihre Heimspiele im Madison Square Garden aus und waren neben den Boston Bruins, Chicago Black Hawks und Detroit Cougars eines der ersten NHL-Teams in den Vereinigten Staaten. Bereits in den ersten 14 Jahren der Ligazugehörigkeit gewannen sie dreimal den prestigeträchtigen Stanley Cup, ehe sie in der Zeit der Original Six und auch danach schwere Zeiten durchlebten. Erst 1994, 54 Jahre nach dem letzten Titelgewinn, konnten sie zum vierten Mal die Trophäe erringen.
Laut dem Forbes Magazine sind die New York Rangers mit einem Gesamtwert von 2,65 Milliarden US-Dollar das zweit-wertvollste Franchise der NHL nach den Toronto Maple Leafs (Stand: Dezember 2023).

## Geschichte

### Frühe Jahre (1926 bis 1941)
Tex Rickard, der Leiter des Madison Square Garden war überrascht vom großen Erfolg der New York Americans, die 1925 der National Hockey League beigetreten waren. Trotz des Versprechens, dass die Americans das einzige Team sein sollten, das im Garden spielte, bemühte sich Rickard um ein eigenes NHL-Team. Die NHL entsprach seinem Wunsch schon zur Saison 1926/27. Rickard wollte das Team New York Giants nennen, doch von der Presse hatte es schnell den Spitznamen Tex’s Rangers bekommen. Als General Manager hatte er Conn Smythe engagiert, der sich auf die Suche nach Spielern für das Team machte. Rickard war jedoch mit seiner Auswahl nicht zufrieden und nach Streitigkeiten entließ er ihn noch vor dem ersten Spiel. Smythe erhielt 2.500 Dollar als Abfindung. Als Nachfolger holte er Lester Patrick. Die von Smythe zusammengestellte Mannschaft bewies, dass sie eine gute Rolle in der NHL spielen konnte. Während die beiden anderen neuen Teams, die Chicago Black Hawks und die Detroit Red Wings das Tabellenende bildeten, konnten die Rangers ihre erste Saison auf Platz 1 der American Division abschließen. In den Playoffs scheiterten sie dann jedoch an den Boston Bruins.

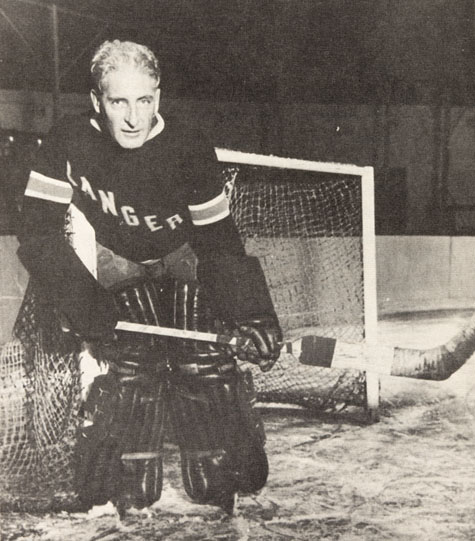
Lester Patrick vertrat als Manager seinen verletzten Torwart und führte die Rangers 1928 zum Finalsieg

Bereits in der zweiten Spielzeit, der Saison 1927/28, konnte das Team zum ersten Mal den Stanley Cup gewinnen. Im Team waren neben dem Torwart Lorne Chabot noch zahlreiche weitere zukünftige Mitglieder der Hockey Hall of Fame wie Ching Johnson, Bill Cook, Bun Cook und Frank Boucher. In den Playoffs musste jedoch ein anderer in die Bresche springen. Torwart Chabot war verletzt, und auf einen Ersatzmann hatte der Trainerstab im Vorfeld verzichtet. Nach längerer Diskussion stellte sich der 44-jährige General Manager und Cheftrainer Lester Patrick, der bisher nur als Feldspieler aktiv gewesen war, selbst ins Tor und führte sein Team zum Finalsieg über die Montreal Maroons.
Im folgenden Jahr erreichte das Team noch einmal die Finalserie, musste sich dort jedoch den Boston Bruins geschlagen geben. Nach weniger erfolgreichen Jahren stand das Team zum Ende der Saison 1931/32 erneut im Finale, doch die Toronto Maple Leafs waren ein nicht bezwingbarer Gegner. Schon im Jahr darauf wendete sich das Blatt und das Team, das noch immer von Cook und Boucher angeführt wurde, in dem nun aber auch Babe Siebert und Earl Seibert spielten, konnte die Maple Leafs in den Finalspielen des Jahres 1933 besiegen und zum zweiten Mal den Stanley Cup nach New York holen. Die Rangers hatten durchschnittliche Erfolge bis zum Ende der 1930er Jahre, nur 1937 erreichten sie zum wiederholten Male das Finale.
Zur Saison 1939/40 übernahm Frank Boucher den Posten des Cheftrainers von Lester Patrick. Er führte das Team, in dem nun Lesters Söhne Lynn und Muzz Patrick sowie Babe Pratt spielten, zum dritten Stanley-Cup-Sieg. Mit Bryan Hextall stand einer der besten Torjäger seiner Zeit im Kader. Im letzten Jahr der Americans konnten die Rangers zum letzten Mal für lange Zeit die reguläre Saison als Erster abschließen.

### „Original Six“ (1941 bis 1967)
Die Ära der „Original Six“ wurde mit dem Rückzug der Americans aus der Liga eingeleitet, doch alleine in New York waren auch die glorreichen Zeiten der Rangers vorbei. Bis zum Ende der 1940er Jahre belegte das Team fünf Mal den letzten Platz. Dieser Absturz war auf mehrere Gründe zurückzuführen. Lester Patrick hatte im Umgang mit den Rookies des Teams kein glückliches Händchen. So kamen zu wenige junge Spieler ins Team. Auch Gordie Howe, der am Trainingslager der Rangers teilgenommen hatte, wurde vergrault. Bei den Vertragsverhandlungen mit erfahrenen Spielern war Patrick hart und so verließen einige Routiniers das Team. Der Zweite Weltkrieg traf kein Team so schwer wie die Rangers. Muzz Patrick, Art Coulter sowie die Brüder Neil und Mac Colville waren nur einige der vielen Spieler, die ihr Rangers-Trikot gegen eine Militäruniform eintauschten. Die Torhüter, die als Ersatz verpflichtet wurden, waren die größten Fehlgriffe. Steve Buzinski stand für neun Spiele in der Saison 1942/43 im Tor der Rangers. Lester Patrick bezeichnete den schmächtigen Mann als den schwächsten Torhüter, den er je gesehen hatte. Die kurze Zeit reichte für einen Spitznamen, „the Puck Goes Inski“. In der darauffolgenden Saison setzte das Team auf Ken McCauley. Nach 15 Sekunden kassierte er sein erstes Gegentor. Am Ende der Saison hatte McCauley, der in allen 50 Spielen im Tor stand, 310 Gegentore zu verzeichnen. Erst als die California Golden Seals in der Saison 1970/71 in 78 Spielen 320 hinnehmen mussten, wurde diese Marke übertroffen. Doch es war keineswegs nur McCauley, der Schuld am schwachen Abschneiden hatte. Die Rangers setzten in diesem Jahr 32 Spieler ein, von denen 14 nicht einmal zwölf Spiele bestritten. Auch Trainer Frank Boucher kehrte fünf Jahre nachdem er seine Karriere beendet hatte, aufs Eis zurück und lag trotz nur 15 Spielen in der Scorerliste vor vielen anderen. Ein Lichtblick war Buddy O’Connor, der aus Montréal geholt worden war. Bei den Rangers konnte er aus dem Schatten von Elmer Lach tauchen. In der Saison 1948/49 verfehlte er den Titel des Topscorers nur um einen Punkt.

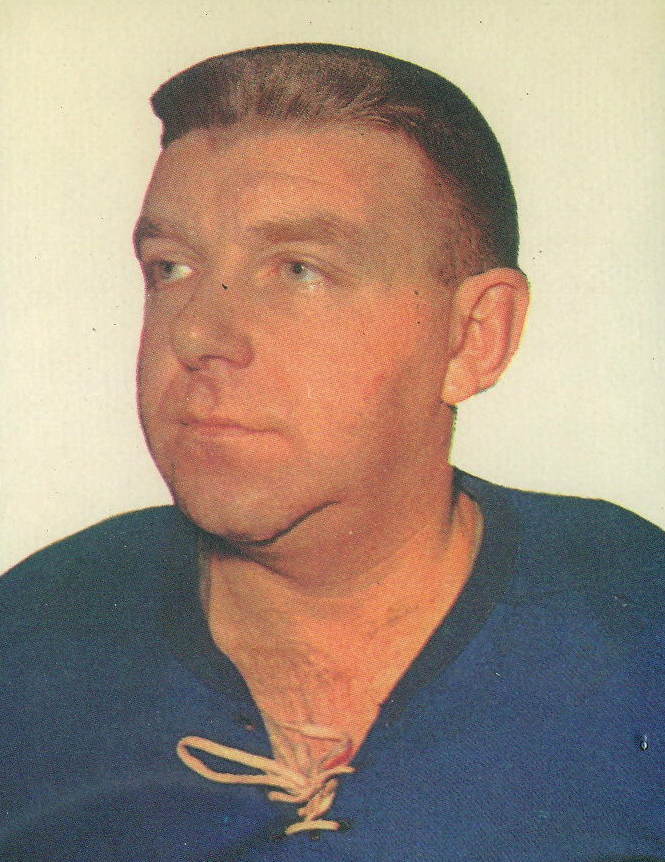
Gump Worsley, bei den Rangers zwischen 1952 und 1963

Der oft schwach besetzte Kader in den 1940er Jahren bot jungen Spielern immer wieder die Gelegenheit, sich in den Vordergrund zu spielen. So wurde in diesen Jahren viermal ein Spieler der Rangers als bester Rookie der Saison mit der Calder Memorial Trophy ausgezeichnet. Unter ihnen waren Edgar Laprade 1946 und mit Pentti Lund 1949 auch der erste in Finnland geborene NHL-Spieler. Lund war allerdings schon im Alter von sechs Jahren mit seinen Eltern nach Kanada übergesiedelt. Lund setzte sich als bester Rookie gegen seinen Teamkameraden Allan Stanley durch.
1950 schaffte es das Team einmal wieder in die Playoffs und erreichte sogar das Finale, doch die Detroit Red Wings um Gordie Howe gewannen die Serie in sieben Spielen. Da man nicht mit der Finalteilnahme gerechnet hatte, war der Madison Square Garden an einen Zirkus vermietet worden und so konnten die Heimspiele in der Finalserie nicht in New York ausgetragen werden, sondern das Team musste nach Toronto ausweichen. In dieser Zeit wurde auch James E. Norris, der Besitzer der Detroit Red Wings zum größten Aktionär des Madison Square Garden.
Die Probleme auf der Torhüterposition, die in der Vergangenheit bestanden hatten, waren gelöst. Mit Chuck Rayner hatte man um 1950 einen der besten Torhüter der NHL. Ein weiterer Top-Rookie, Gump Worsley, brachte eine weitere gute Alternative. Für Aufsehen sorgte in der Saison 1953/54 das Comeback von Doug Bentley, der noch einmal gemeinsam mit seinem Bruder Max versuchte, die Rangers in die Playoffs zu führen. Am Ende der Saison fehlten vier Punkte und die Bentleys beendeten ihre Karriere.
Gleichzeitig mit den fehlenden Erfolgen des Teams, wurden immer wieder Spieler der Rangers mit der Lady Byng Memorial Trophy ausgezeichnet, die für besonders sportliches Verhalten vergeben wird. Nachdem Edgar Laprade diese Auszeichnung 1950 erhalten hatte, belegten in den folgenden fünf Jahren drei Spieler der Rangers den zweiten Platz bei der Wahl für diese Trophäe. 1957 und 1958 waren dann mit Camille Henry, der 1954 auch bester Rookie war, und Andy Hebenton wieder zwei Spieler aus New York Preisträger. Dieses sportliche Verhalten war oft ein Hemmnis für den Erfolg. In der Saison 1958/59 waren die Rangers auf klarem Playoff-Kurs. In der Schlussphase der Spielzeit unterlag das Team bei den Boston Bruins, die einen nicht spielberechtigten Spieler eingesetzt hatten. Trotz Drängen des Trainers Phil Watson, verzichtete John Reed Kilpatrick auf einen Protest und bezeichnete sein Verhalten als das eines Gentlemans. Nach sieben Niederlagen in den letzten acht Spielen verdrängten die Toronto Maple Leafs das Team aus New York um einen Punkt aus den Playoffs. Für Watson war der Begriff Gentleman fortan negativ belegt und bald verließ er die Rangers. Mit Andy Bathgate hatten die Rangers einen der besten Spieler dieser Zeit in ihren Reihen. Zu den Publikumslieblingen in den späten 1950er Jahren zählte auch Eddie Shack. Das „Enfant terrible“ war jedoch beim Trainer nicht sehr beliebt und die beiden gerieten oft aneinander.

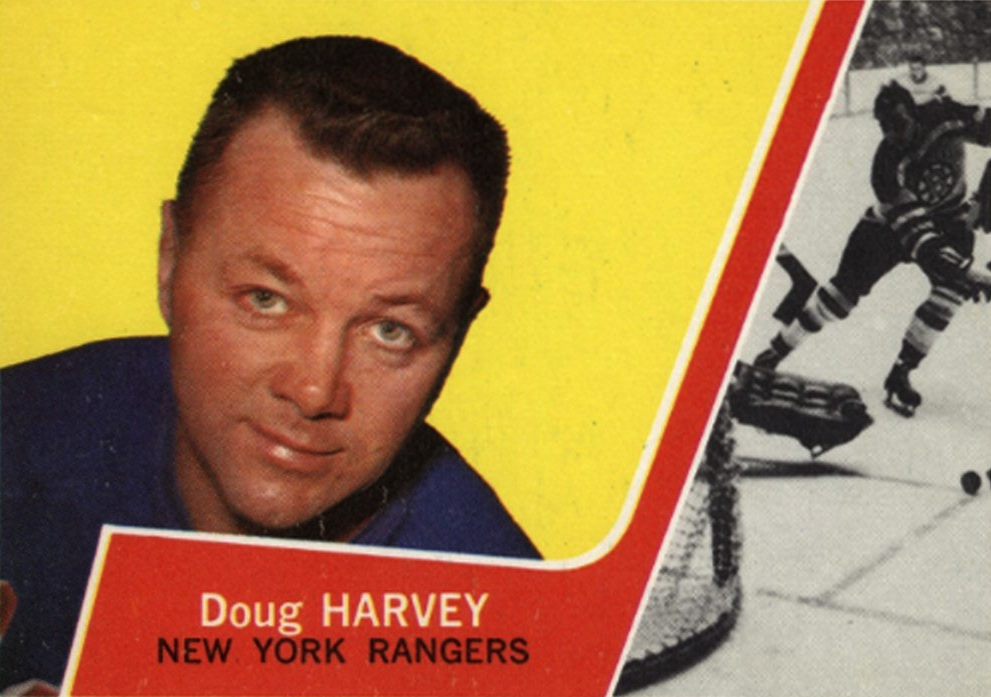
Doug Harvey, Spielertrainer Anfang der 1960er Jahre

1961 verpflichteten die Rangers mit Doug Harvey den besten Verteidiger der Liga als Spielertrainer. Der aus Montréal gekommene Harvey war der erste Spieler der Rangers, der mit der James Norris Memorial Trophy als bester Verteidiger ausgezeichnet wurde, doch die Doppelrolle als Spieler und Trainer behagte ihm nicht. Ebenfalls aus Montréal holte das Team Torhüter Jacques Plante, der im Tausch für Gump Worsley verpflichtet wurde. Neben Stürmerstar Andy Bathgate konnte sich mit Rod Gilbert ein neuer Spieler etablieren.
Einen vollkommenen neuen Weg beschritten die Rangers mit der Verpflichtung von Ulf Sterner. Schon viele in Europa geborene Spieler hatten in der NHL gespielt, doch alle waren als Kinder nach Nordamerika gekommen und hatten dort das Eishockeyspielen erlernt. Sterner, der am Saison 1964/65 sein Debüt in der NHL gab, war der Erste, der als in Europa ausgebildeter Spieler versuchte, den Sprung in die NHL zu schaffen. Nach vier Spielen, in denen ihm kein Scorerpunkt gelang, wurde er zurück ins Farmteam geschickt.
Die Rangers versuchten mit einem weiteren ehemaligen Star der Canadiens die Playoffs in der Saison 1965/66 zu erreichen. Sie konnten Bernie Geoffrion zu einem Comeback überreden. Mit ihm gelang nach 1962 endlich wieder der erhoffte Einzug in die Endrunde. Einen großen Anteil am guten Abschneiden hatte auch der junge Torhüter Eddie Giacomin.

### Erneuerung der Rangers (1968 bis 1989)
Die Liga, die nun 25 Jahre mit sechs Teams gespielt hatte, wurde auf zwölf Teams erweitert und auch bei den Rangers begann eine Erneuerung. Die Rangers zogen 1968 in den neuen Madison Square Garden um und auch das Team wurde umgebaut. Die Topscorer bei den Rangers waren zu dieser Zeit Jean Ratelle, Rod Gilbert und Vic Hadfield. Die drei bildeten die sogenannte „GAG-Line“ in Anlehnung an ihre regelmäßige Punktproduktion, abgekürzt für goal-a-game (dt. Tor pro Spiel). Dazu stand mit Brad Park auch ein hervorragender Verteidiger im Team. Der Umbruch zeigte positive Folgen. In den Playoffs 1971 unterlagen die Rangers noch knapp den Chicago Black Hawks. Drei der sieben Spiele gingen in die Verlängerung. Pete Stemkowski konnte zwei dieser Spiele durch Tore in Overtime für die Rangers entscheiden, darunter eines der längsten Spiele in der Geschichte der Rangers, das erst im dritten Abschnitt der Verlängerung entschieden werden konnte. Im Jahr darauf verletzte sich Jean Ratelle spät in der Saison. Er war auf einem guten Weg gewesen bester Scorer in dieser Saison zu werden, als eine Ellbogenverletzung die Saison für ihn beendete. Nachdem sich die Rangers auch ohne ihren erfolgreichsten Angreifer gegen Montréal und Chicago durchgesetzt hatten, trafen sie in den Finalspielen um den Stanley Cup auf die Boston Bruins, bei denen mit Bobby Orr und Phil Esposito die damals herausragenden Spieler der Liga unter Vertrag standen. Besonders Orr war in der Finalserie nicht zu stoppen und führte seine Bruins fast im Alleingang zum Titel.
Zu dieser Zeit kam mit der World Hockey Association eine Konkurrenzliga zur NHL auf. Kaum ein Team war davon mehr betroffen als die Rangers. Nick Mileti, der Besitzer der Cleveland Crusaders, lockte Park, Hadfield und Gilbert mit großen Gehaltsangeboten. Die Rangers hielten dagegen, wodurch sich das Gesamtgehalt der Mannschaft von 750.000 auf zwei Millionen Dollar erhöhte. Vor den Toren von Manhattan gab es auf Long Island eine weitere Multifunktionshalle, in der die WHA versuchte, ein Team zu etablieren. Die NHL entschied sich dort ein neues Team anzusiedeln und so erhielten die Rangers mit den New York Islanders einen lokalen Konkurrenten. Die Rangers erhielten vier Millionen Dollar für die Abtretung ihrer „territorialen Rechte“. Die Versuche der WHA in New York ein Team zu etablieren, waren von kurzer Dauer. So zog es die New York Raiders bald nach New Jersey, wo sie auch nur kurz verweilten.
In der Saison 1973/74 trafen die Rangers in den Playoffs in einer umkämpften Halbfinalserie auf die Philadelphia Flyers. Während die Rangers mit Finesse und Spielwitz aufwarten konnten, setzten die Flyers auf Körpereinsatz und Härte. Überraschenderweise hielten die Rangers dagegen und ließen sich von den Flyers nicht einschüchtern. Erst im siebten Spiel als Dave Schultz den von seinen Teamkameraden völlig alleine gelassenen Dale Rolfe in einen Kampf verwickelte, kippte die Serie zu Gunsten der Flyers, die in diesem Jahr als erstes Expansion Team den Stanley Cup gewannen.
Spätestens in den Playoffs 1975 wurde den Rangers klar, dass die Islanders schnell zu einem gleichwertigen Gegner herangewachsen waren. Erstmals trafen die beiden New Yorker Teams in der Endrunde aufeinander. Ein Tor in der Overtime von Jean-Paul Parisé schockte die Rangers, die damit ausgeschieden waren. Ein Tauschgeschäft sorgte zu Beginn der folgenden Saison für Aufsehen. Nachdem Bobby Orr durch Verletzungen geplagt war, suchten die Boston Bruins einen neuen Abwehrchef und versuchten Brad Park für sich zu gewinnen. Als er gemeinsam mit Jean Ratelle nach Boston wechselte, kam mit Phil Esposito einer der besten Angreifer seiner Zeit nach New York. Es dauerte einige Zeit bis sich der neue Star mit der neuen Team anfreunden konnte, doch auch wenn sein Karrierehöhepunkt bereits hinter ihm lag, war Esposito eine Bereicherung für die Rangers. Sehr kritisiert wurde hingegen die Verpflichtung von Ken Hodge, der ebenfalls aus Boston kam. Auch Hodge war über seinen Zenit und mit Rick Middleton gaben die Rangers einen Angreifer nach Boston, der dort zu einem der Topscorer avancierte. Für die größte Aufruhr sorgte jedoch, dass die Rangers ihren Torhüter Eddie Giacomin ohne Gegenleistung zu den Detroit Red Wings abschoben. Giacomin war eine Identifikationsfigur im Team gewesen. Gleich im ersten Spiel nach seinem Wechsel gastierte er mit seinem neuen Team im Madison Square Garden. Die Fans feierten ihn mit Sprechchören und seine ehemaligen Teamkameraden hatten offensichtlich ein Problem auf sein Tor zu schießen. Beim 6:4-Sieg der Red Wings verzichteten die Torschützen der Rangers auf den üblichen Torjubel, einer entschuldigte sich sogar bei ihm.
Als die WHA gegen Ende der 1970er Jahre an Zahlungskraft verlor, verpflichteten die Rangers aus dieser Liga mit Anders Hedberg und Ulf Nilsson zwei schwedische Spieler, die das Team verstärkten. In der Saison 1978/79 wurde Nilsson durch einen Check von Islanders-Verteidiger Denis Potvin schwer verletzt. Der bis dahin bei den Rangers schon unbeliebte Potvin war seitdem das Feindbild in Manhattan. Im Halbfinale trafen die Lokalrivalen erneut aufeinander. Die Islanders waren dieses Mal der Favorit und einige Spieler schienen mit den Gedanken bereits im Finale zu sein. Überragender Spieler bei den Rangers war Torhüter John Davidson, dem in der Folge durch zahlreiche Verletzungen eine große Karriere verwehrt blieb. Er verhalf seinem Team zum Finaleinzug, in dem die Canadiens de Montréal Gegner waren. Dort konnten die Rangers nach zehn Wochen Verletzungspause auch wieder auf Ulf Nilsson setzen, der in den Kader zurückkehrte und den Rangers mit einer starken Leistung bei ihrem 4:1-Sieg im ersten Spiel half. Im zweiten Spiel wollten die Canadiens auf Ersatztorhüter Michel Larocque setzen, doch dieser wurde von einem Schuss beim Aufwärmen verletzt. Stammkeeper Ken Dryden fehlte anfangs die Konzentration, doch nach zwei schnellen Gegentoren wuchs er über sich hinaus und so gelang es den Canadiens erst das Spiel und dann die Serie zu drehen. Bereits im fünften Spiel holte Montréal den entscheidenden vierten Sieg.
In den folgenden vier Jahren kam der Stanley-Cup-Sieger stets aus New York, doch es waren die Islanders, die nun die NHL dominierten. Die Rangers waren zur Nummer zwei in der Stadt abgerutscht, obwohl deren Leistungen nicht schlecht gewesen waren. So verpasste das Team in den 1980er Jahren nur einmal die Playoffs. Dazu kam ein neuer Nachbar. Mit den New Jersey Devils, die aus Denver in die Region gezogen waren, beherbergte die New York Metropolitan Area nun ein drittes Team in der NHL.
Im Spiel gegen die Los Angeles Kings am 9. April 1981 in Los Angeles kam es zu einem Strafminuten-Weltrekord. Die Schiedsrichter verhängten 58 Strafen gegen 25 Spieler mit insgesamt 267 Strafminuten.
In der Saison 1985/86 half der junge Torhüter John Vanbiesbrouck den Rangers in den Playoffs die Philadelphia Flyers und Washington Capitals auszuschalten. Im Halbfinale waren die Canadiens der Gegner, die ebenfalls auf einen jungen Torhüter setzten. Patrick Roy stoppte den guten Lauf der Rangers. Zur Saison 1986/87 verpflichteten die Rangers Marcel Dionne von den Los Angeles Kings. Ein großer Coup gelang den Rangers mit der Verpflichtung von Guy Lafleur. Der einstige Star der Canadiens war drei Jahre zuvor zurückgetreten und wurde drei Tage vor seinem Wechsel zu den Rangers in die Hockey Hall of Fame aufgenommen. Lafleur war mit seinem Leben außerhalb des Rampenlichts nicht klargekommen und suchte eine neue Herausforderung, die ihm die Rangers boten. Am Ende der Saison kam es zum offenen Streit zwischen Trainer Michel Bergeron, der besonders bei jungen Spielern wegen seines Umgangs nicht beliebt war und General Manager Phil Esposito, in dessen Folge Esposito den Trainerposten übernahm. Nach Ende der Saison folgte Lafleur seinem Trainer Bergeron zu den Québec Nordiques.

### Rückkehr des Stanley Cups, sportliche Talfahrten und personelle Umbrüche (1990–2011)

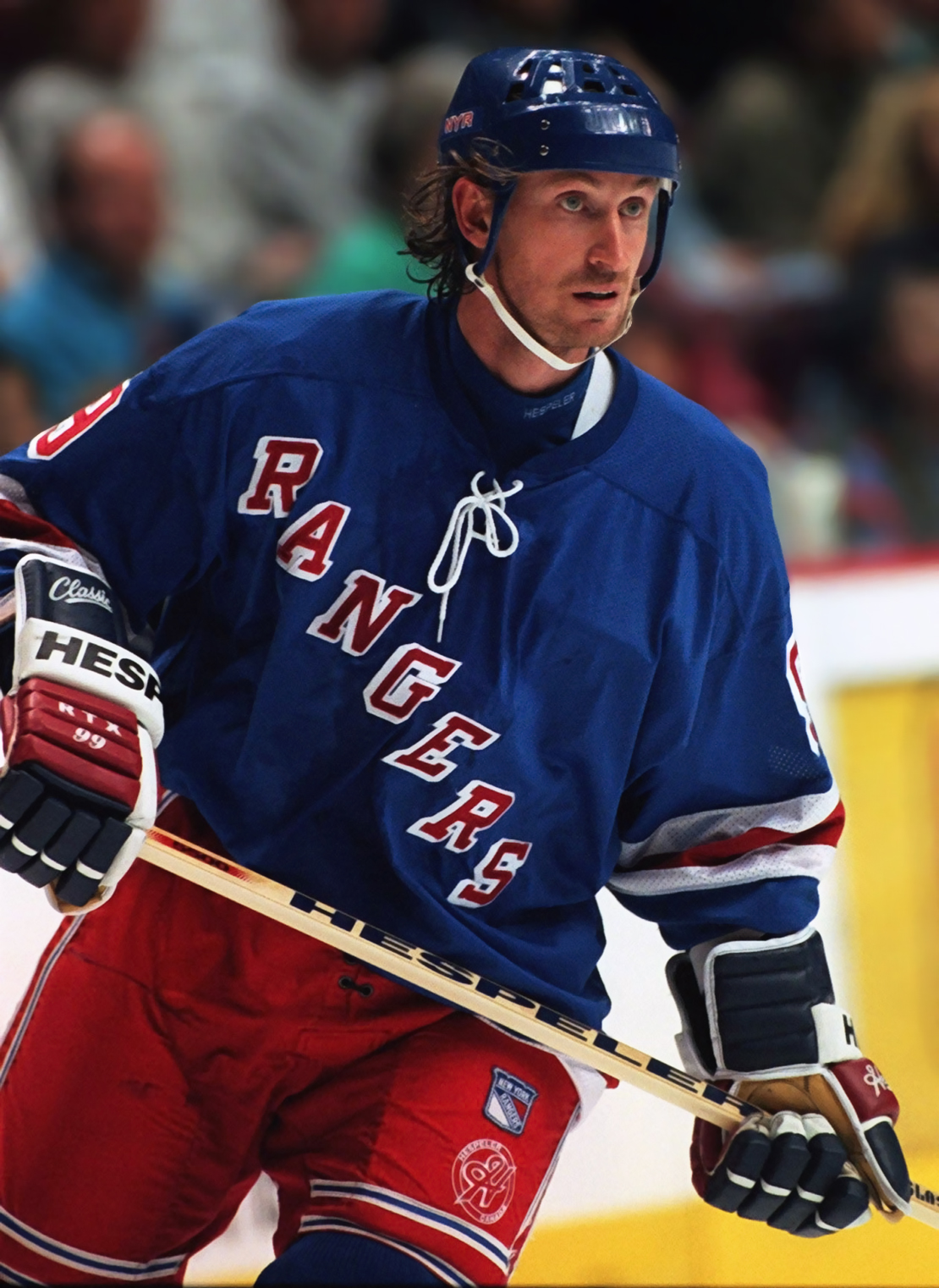
Wayne Gretzky im Trikot der Rangers

Zur Saison 1991/92 wurde mit Mark Messier ein neuer Führungsspieler von den Edmonton Oilers verpflichtet. Während die Los Angeles Kings um Wayne Gretzky viele Spieler des ehemaligen Stanley-Cup-Seriensiegers an die US-amerikanische Westküste lotsten und den Spitznamen „Edmonton Oilers West“ erhielten, taten ihnen es die Rangers im Osten gleich und wurden als „Edmonton Oilers East“ bezeichnet. Die Verpflichtung von Kevin Lowe, Glenn Anderson, Jeff Beukeboom, Adam Graves, Craig MacTavish und Esa Tikkanen, die alle wie Messier auch bereits mit den Oilers Stanley-Cup-Sieger geworden waren, zahlte sich aus. In der Saison 1993/94 gewannen die New York Rangers erstmals nach 54 Jahren wieder den prestigeträchtigen Titel. Im Kader standen mit Alexander Karpowzew, Sergei Subow, Alexei Kowaljow und Sergei Nemtschinow die ersten vier Russen, deren Name auf dem Stanley Cup eingraviert wurde.
Trotz des Erfolges kam es zum Streit zwischen Trainer Mike Keenan und General Manager Neil Smith, woraufhin Keenan die Rangers verließ. Die Rangers bauten ihr Team nach dem Erfolg weiter um und verpflichteten Stars wie Luc Robitaille und zur Saison 1996/97 sogar Wayne Gretzky. Gretzky spielte bei den Blueshirts ein Jahr gemeinsam mit Messier, bevor dieser an die Vancouver Canucks abgegeben wurde. Trotz einer Vielzahl an prestigeträchtigen Neuverpflichtungen und dem höchsten Gehaltbudget der Liga, gelang es den Rangers nicht an die sportlichen Erfolge aus den Vorjahren anzuknüpfen. Auch in den Folgejahren versuchte man vergeblich, die Mannschaft mit hochgehandelten Neuzugängen wie Theoren Fleury, Eric Lindros sowie der Rückkehr von Mark Messier im Jahr 2000 sportlich zu stabilisieren. Am Ende der Saison 2001/02 nahm man zudem Pawel Bure von den Florida Panthers unter Vertrag, welcher jedoch verletzungsbedingt lediglich 51 Spiele für die Rangers bestritt und anschließend seine Karriere beendete.
Nachdem die Rangers in den Spielzeiten 2000/01, 2001/02 und 2002/03 erneut die Play-offs verpassten, entschloss sich die Organisation um General Manager Glen Sather am Ende der Saison 2003/04 zu einem erneuten personellen Umbruch und trennte sich von ehemaligen Leistungsträgern wie Brian Leetch, Alex Kovalev und Lindros, zudem beendeten Messier und Bure ihre Karrieren. Unter dem neuen Cheftrainer Tom Renney ging man dazu über, eine Reihe von vielsprechenden Talenten unter Vertrag zu nehmen, darunter waren beispielsweise Petr Průcha, Dominic Moore und Blair Betts. In der Saison 2005/06 verzeichnete man das beste Hauptrundenergebnis seit dem letzten Gewinn des Stanley Cups, dabei wurde der vor der Spielzeit neuverpflichtete Jaromir Jagr mit 54 Toren und insgesamt 123 Scorerpunkten der punktbeste Akteur innerhalb einer Saison in der Geschichte der Rangers und gewann folglich den Lester B. Pearson Award als herausragendster Spieler der Liga. Nachdem man das erste Mal seit sieben Jahren wieder die Play-offs erreicht hatte, schied man dort in der ersten Runde mit vier Niederlagen in vier Spielen gegen die New Jersey Devils aus. Nachdem die Mannschaft zu Beginn der Spielzeit 2006/07 zunächst unter den sportlichen Erwartungen gespielt hatte, konnte man sich in der zweiten Saisonhälfte insbesondere durch die guten Leistungen von Stammtorwart Henrik Lundqvist stabilisieren. In den Play-offs trafen die Blueshirts zunächst auf die Atlanta Thrashers, gegen die man sich in vier Spielen durchsetzte, ehe man in der zweiten Runde in der Serie gegen die Buffalo Sabres mit 2:4 unterlag. Im Sommer 2007 tätigten die Rangers mit den Verpflichtungen der beiden Angreifer Scott Gomez und Chris Drury zwei finanzkräftige und sportlich erwartungsvolle Transfers, jedoch kam die Mannschaft trotz der im Vorfeld zugesprochenen Favoritenrolle auch in der Saison 2007/08 nicht über die erste Play-off-Runde hinaus und musste sich dort den Pittsburgh Penguins in fünf Partien geschlagen geben.
Im Vorfeld der Spielzeit 2008/09 gewannen die Rangers das Finale des Victoria Cup gegen den russischen Klub Metallurg Magnitogorsk und bestritten daraufhin ihre ersten beiden Saisonspiele gegen die Tampa Bay Lightning im Rahmen des Season Opening in Europa, in denen man jeweils 2:1 gewinnen konnte. Der gute Saisonstart wurde durch den Tod von Alexei Tscherepanow, dessen Transferrechte sich die Organisation ein Jahr zuvor im NHL Entry Draft in der ersten Runde gesichert hatte, überschattet. Nachdem die Rangers im fortwährenden Saisonverlauf zunehmend in eine sportliche Talfahrt gerieten, wurde Cheftrainer Renney entlassen und durch John Tortorella ersetzt. In den Play-offs schied man abermals in der ersten Runde aus, obwohl man in der Serie gegen die Washington Capitals zwischenzeitlich mit 3:1 vorne lag. Im folgenden Jahr verpasste die Mannschaft das erste Mal seit fünf Jahren das Erreichen der Endrunde, nachdem man das entscheidende letzte Saisonspiel gegen die Philadelphia Flyers mit 1:2 im Shootout verlor. In der Saison 2010/11 kam es ein weiteres Mal zu einer Entscheidung in der letzten Hauptrundenbegegnung, diesmal gewannen die Rangers ihre Partie gegen die New Jersey Devils und zogen durch die gleichzeitige Niederlage der Carolina Hurricanes in die Play-offs ein. Dort kam man erneut nicht über die erste Runde hinaus und musste sich zum zweiten Mal in drei Jahren den Washington Capitals geschlagen geben.

### Wiederaufstieg in die Ligaspitze (seit 2011)
Zu Beginn der Saison 2011/12 ernannte man Ryan Callahan zum neuen Mannschaftskapitän sowie Marc Staal und den neuverpflichteten Brad Richards zu seinen Assistenten. Die anschließende Spielzeit verlief weitestgehend erfolgreich für die Rangers, man beendete die Hauptrunde mit 51 Siegen auf dem ersten Platz der Eastern Conference. Insbesondere Angreifer Marián Gáborík war mit 41 Treffern in 82 Saisonspielen maßgeblich am erfolgreichen Abschneiden seiner Mannschaft beteiligt. In der ersten Play-off-Runde gewannen die New Yorker zunächst gegen die Ottawa Senators und schlugen in der folgenden Serie die Washington Capitals mit 4:3, sodass man zum ersten Mal seit 1997 das Eastern-Conference-Finale erreichte. Dort verloren die Blueshirts in sechs Spielen gegen den Rivalen New Jersey und verpassten somit den Einzug in die Endspielserie um den Stanley Cup. In der Saison 2012/13 gab es einige personelle Veränderungen innerhalb der Mannschaft, so verpflichtete man während der Sommerpause den ehemaligen NHL-Torschützenkönig Rick Nash von den Columbus Blue Jackets und ließ Gáborík kurz vor Ende der Transferfrist im Austausch gegen Derick Brassard, Derek Dorsett und John Moore nach Columbus ziehen. Nach dem Erstrundenaus gegen die Boston Bruins wurde Chefcoach John Tortorella im Juni 2013 entlassen und daraufhin durch Alain Vigneault ersetzt.
Nachdem sich die Vereinsführung mit Ryan Callahan nicht über eine Vertragsverlängerung einigen konnte, wurde der Kapitän im März 2014 zu den Tampa Bay Lightning transferiert, im Austausch wechselte Martin St. Louis zu den Rangers. In der Hauptrunde der Saison 2013/14 gewannen die New Yorker erstmals in ihrer Geschichte 25 Auswärtspartien und trafen anschließend in der ersten Runde der Play-offs auf die Philadelphia Flyers, die man in der Serie mit 4:3 besiegen konnte. In der zweiten Runde gegen die Pittsburgh Penguins gelang es den Rangers wiederum erstmals einen 1:3-Rückstand in einer Best-of-Seven-Serie zu drehen. Man setzte sich mit 4:3 durch und gewann anschließend im Eastern-Conference-Finale in sechs Spielen gegen die Montreal Canadiens. Durch diesen Erfolg standen die New York Rangers zum ersten Mal seit 20 Jahren erneut im Stanley Cup Finale, wo man sich jedoch in der Serie gegen die Los Angeles Kings mit 1:4 geschlagen geben musste.
Im Sommer 2014 entschied man sich dazu, den Vertrag mit Brad Richards frühzeitig auszubezahlen (buy-out), um anschließend mehr finanziellen Spielraum hinsichtlich der geltenden Gehaltsbeschränkung (salary cap) zu haben. Zu Beginn der Saison 2014/15 wurde Ryan McDonagh zum neuen Kapitän ernannt und führte die Mannschaft anschließend durch eine sportlich erfolgreiche Hauptrunde. Im Angriff konnte man insbesondere von den guten Offensivleistungen des teaminternen Topscorers Rick Nash und in der Defensive von den starken Auftritten des Torhüterduos um Lundqvist und Cam Talbot sowie des während der Saison neuverpflichteten Keith Yandle profitieren. Die Blueshirts beendeten die reguläre Saison auf dem ersten Platz und sicherten sich somit die Presidents’ Trophy. In den Play-offs konnte man in der ersten Runde zunächst Pittsburgh Penguins schlagen, bevor man in der zweiten Runde einen 1:3-Rückstand in der Serie gegen die Washington Capitals drehte und ins Finale der Eastern Conference einzog. Dort traf man auf die Tampa Bay Lightning und verpasste durch eine Heimniederlage im entscheidenden Spiel 7 den erneuten Einzug in das Stanley-Cup-Finale.
In der Saison 2017/18 verpassten die Rangers erstmals seit 2010 die Playoffs und trennten sich daraufhin von Cheftrainer Vigneault. Darüber hinaus stand die Spielzeit generell im Zeichen von personellem Umbruch bzw. Kaderverjüngung, wobei insbesondere der Transfer von Kapitän Ryan McDonagh nach Tampa bemerkenswert war, der den Rangers mehrere Nachwuchsspieler und Draft-Wahlrechte einbrachte.

## Spielstätten

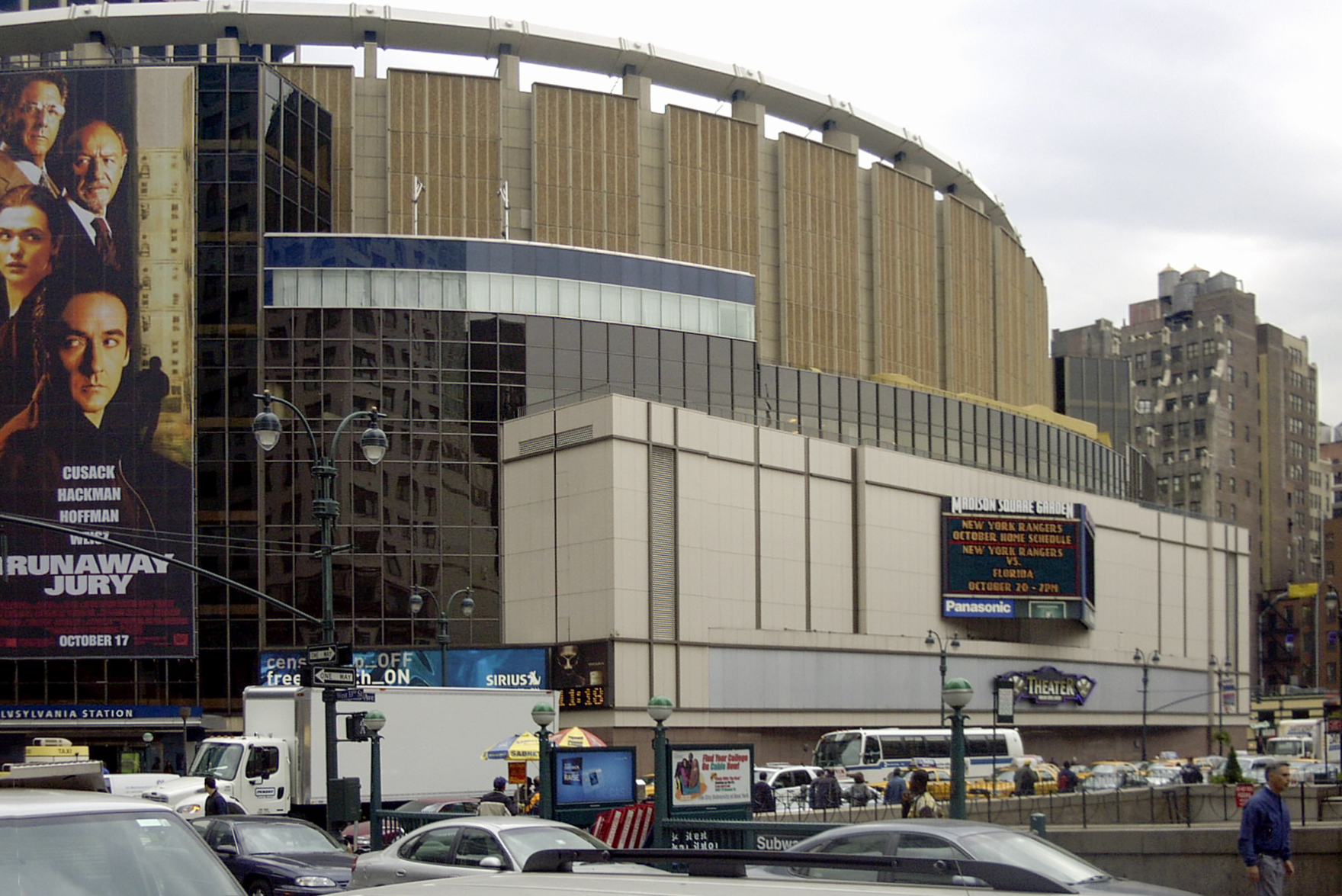
Der Madison Square Garden

Die Rangers tragen ihre Heimspiele seit Februar 1968 im Madison Square Garden, einer 18.200 Zuschauer fassenden Multifunktionsarena, aus. Es ist das älteste aktuell genutzte Eisstadion in der NHL. Die Halle hat ihren eigenen Fernsehsender und bezeichnet sich selbst als „The World's Most Famous Arena“ (dt. „Die berühmteste Arena der Welt“).
Der aktuelle Madison Square Garden ist bereits die vierte Halle, die diesen Namen trägt. Die erste Halle die diesen Namen trug, wurde bereits 1879 am Madison Square erbaut. Bereits elf Jahre später folgte der Madison Square Garden II. Auch als Tex Rickard, der erste Besitzer der Rangers, 1925 die neue Halle an der Ecke 50. Straße, 8. Avenue eröffnete, wurde der Name beibehalten. Für einige Zeit spielte mit den New York Americans ein weiteres NHL-Team im Garden. 1968 erfolgte dann der Umzug an die Pennsylvania Station.
Da der Garden mit seiner heutigen Ausstattung nicht mehr mit den neuen Arenen auf Augenhöhe ist, sind umfangreiche Renovierungsarbeiten geplant.

## Erfolge und Ehrungen

### Sportliche Erfolge
| Stanley Cups                       |                                    |
| Saison                             |                                    |
| 1927/28, 1932/33, 1939/40, 1993/94 |                                    |
| Presidents’ Trophies               |                                    |
| Saison                             |                                    |
| 1991/92, 1993/94, 2014/15, 2023/24 |                                    |
| Conference Championships           | Saison                             |
| Prince of Wales Trophy             | 1931/32, 1941/42, 1993/94, 2013/14 |
| Division Championships             | Saison                             |
| American Division                  | 1926/27, 1931/32                   |
| Patrick Division                   | 1989/90                            |
| Atlantic Division                  | 1993/94, 2011/12, 2013/14          |
| Metropolitan Division              | 2014/15, 2023/24                   |
| Victoria Cups                      |                                    |
| Jahr                               |                                    |
| 2008                               |                                    |

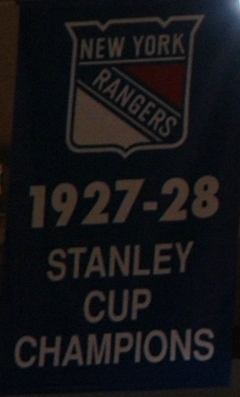
Banner des ersten Stanley Cups 1928

* In der Zeit der „Original Six“ wurde in nur einer Division gespielt. Das

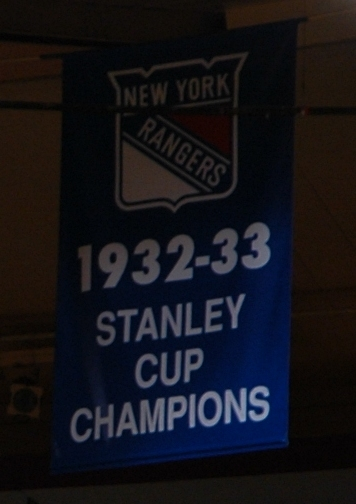
1933 folgte der zweite Titel

beste Team der regulären Saison erhielt die Prince of Wales Trophy.

### Individuelle Auszeichnungen
Bill Masterton Memorial Trophy: Jean Ratelle erhielt die Trophäe als erster Spieler der Rangers 1971 für sein hartes aber sauberes Spiel in einer 20 Jahre andauernden Karriere. Die Rückkehr nach einer schweren Rückenverletzung brachte 1976 Rod Gilbert die Trophäe. Der erste europäische Gewinner Anders Hedberg war 1985 auch ein Ranger. Bislang letzter Gewinner der Rangers war Dominic Moore im Jahr 2014. Moore kehrte nach einer Auszeit, in der er sich um seine krebskranke und inzwischen verstorbene Frau kümmerte, zurück.
- 1971 – Jean Ratelle
- 1976 – Rod Gilbert
- 1985 – Anders Hedberg
- 2001 – Adam Graves
- 2014 – Dominic Moore

Calder Memorial Trophy: Von 1940 bis 1954 gelang es sechs Spielern der Rangers als bester Rookie ausgezeichnet zu werden. Darunter mit Pentti Lund dem ersten in Europa geborenen Spieler und mit Gump Worsley dem dritten Torwart in vier Jahren.
- 1940 – Kilby MacDonald
- 1942 – Grant Warwick
- 1946 – Edgar Laprade
- 1949 – Pentti Lund
- 1953 – Gump Worsley
- 1954 – Camille Henry
- 1973 – Steve Vickers
- 1989 – Brian Leetch

Conn Smythe Trophy: Die Ehrung für den wertvollsten Spieler der Playoffs gewann ert einmal ein Spieler der New York Rangers. Brian Leetch wurde nach dem ersten Stanley-Cup-Sieg seit 1940 mit dieser Trophäe ausgezeichnet.
- 1994 – Brian Leetch

Hart Memorial Trophy: Der gerade aus Montreal verpflichtete Buddy O’Connor war der erste Ranger, der 1948 als wertvollster Spieler der NHL ausgezeichnet wurde. Chuck Rayner war erst der zweite Torwart der 1950 diese Auszeichnung erhielt. Nach Andy Bathgate dauerte es über 30 Jahre, bis mit Mark Messier wieder ein Spieler der Rangers der wertvollste NHL-Spieler war.
- 1948 – Buddy O’Connor
- 1950 – Chuck Rayner
- 1959 – Andy Bathgate
- 1992 – Mark Messier

James Norris Memorial Trophy: Mit Doug Harvey hatte man den amtierenden Titelträger aus Montreal geholt und er verteidigte seinen Titel, der er schon zum siebten Mal erhielt. Viel überraschender war da die Auszeichnung für Harry Howell 1967. Brian Leetch gelang es in den 1990er Jahren sogar zweimal als bester Verteidiger ausgezeichnet zu werden. Anschließend vergingen erneut über 20 Jahre, bevor Adam Fox ihm nachfolgte.
- 1962 – Doug Harvey
- 1967 – Harry Howell
- 1992 – Brian Leetch
- 1997 – Brian Leetch
- 2021 – Adam Fox

King Clancy Memorial Trophy: Adam Graves ist bisher der einzige Gewinner aus den Reihen der Rangers. Er wurde für seinen Einsatz bei Sozialen Programmen geehrt.
- 1994 – Adam Graves

Lady Byng Memorial Trophy: Frank Boucher war der dritte Gewinner dieser Trophäe. Innerhalb acht Jahren wurde er siebenmal mit ihr ausgezeichnet. Dies beeindruckte die Namensgeberin Lady Byng so sehr, dass er die Trophäe behalten durfte. Clint Smith war 1939 der erste Ranger dem die neue Trophäe übergeben wurde. Erster mehrfacher Gewinner bei den rangers war Jean Ratelle 1972 und 1976. Zum Ende seiner Karriere war Wayne Gretzky 1999 noch einmal Gewinner.
- 1928 – Frank Boucher
- 1929 – Frank Boucher
- 1930 – Frank Boucher
- 1931 – Frank Boucher
- 1933 – Frank Boucher
- 1934 – Frank Boucher
- 1935 – Frank Boucher
- 1939 – Clint Smith
- 1948 – Buddy O’Connor
- 1950 – Edgar Laprade
- 1957 – Andy Hebenton
- 1958 – Camille Henry
- 1972 – Jean Ratelle
- 1976 – Jean Ratelle
- 1999 – Wayne Gretzky

Lester B. Pearson Award: Im zweiten Jahr, in dem diese Trophäe vergeben wurde, war Jean Ratelle der erste Spieler der Rangers, dem sie überreicht wurde. Jaromír Jágr, der bislang letzte Gewinner bei den Rangers hatte die Trophäe schon zweimal in seiner Zeit in Pittsburgh gewinnen.
- 1972 – Jean Ratelle
- 1992 – Mark Messier
- 2006 – Jaromír Jágr

Lester Patrick Trophy: Bisher dreizehn Personen, die der Organisation der Rangers angehörten, wurden für ihr Engagement um den Eishockeysport in den USA geehrt. Mit Lester Patrick ist die Persönlichkeiten aus den ersten Jahren der Rangers Namensgeber der Trophäe. Unter den Gewinner ist auch sein Sohn Lynn.
- 1971 – William M. Jennings
- 1971 – Terry Sawchuk
- 1978 – Phil Esposito
- 1980 – Fred Shero
- 1982 – Emile Francis
- 1989 – Lynn Patrick
- 1991 – Rod Gilbert
- 1993 – Frank Boucher
- 1995 – Brian Mullen
- 2002 – Herb Brooks
- 2004 – John Davidson
- 2007 – Brian Leetch
- 2007 – John Halligan

Mark Messier Leadership Award: Die Auszeichnung ehrt Spieler mit besonderen Führungsqualitäten, wie ihr Namensgeber Mark Messier.
- 2024 – Jacob Trouba

Maurice Richard Trophy: Erst seit 1999 wird diese Auszeichnung an den besten Torschützen der NHL vergeben. Seit diesem Zeitpunkt gelang es keinem Spieler der Rangers diese Trophäe zu gewinnen. In den frühen Jahren stellten die Rangers oft den Torschützenkönig. Bill Cook und Bryan Hextall führten sogar zweimal die Torschützenliste an.
- 1927 – Bill Cook
- 1933 – Bill Cook
- 1940 – Bryan Hextall
- 1941 – Bryan Hextall
- 1942 – Lynn Patrick

NHL Foundation Player Award: Die Führungsriege der NHL ehrt Spieler, die sich besonders für wohltätige Zwecke in der Gesellschaft engagieren. Adam Graves erhielt diese Auszeichnung 2000
- 2000 – Adam Graves

NHL Plus/Minus Award: Die Trophäe für den Spieler mit dem besten Plus/Minus-Wert, ein Indikator für Offensiv- als auch Defensivqualitäten, konnte 2006 Michal Rozsíval als erster Spieler für die Rangers gewinnen. Er musste sich diese jedoch mit Ottawas Wade Redden teilen.
- 2006 – Michal Rozsíval

Vezina Trophy: Die bis 1981 für die wenigsten Gegentore verliehen Trophäe, die seit 1982 der beste Torhüter der NHL erhält, wurde 1940 an Dave Kerr vergeben. 1970 war es das Torwartgespann Giacomin und Villemure das die Ehrung für die Rangers entgegennahm.
- 1940 – Dave Kerr
- 1971 – Eddie Giacomin & Gilles Villemure
- 1986 – John Vanbiesbrouck
- 2012 – Henrik Lundqvist
- 2022 – Igor Schestjorkin

NHL All-Rookie Team: In die Auswahl mit den besten Neuprofis schafften es immer wieder Spieler der Rangers. In der Auswahl für die Saison 1988/89 waren es mit Brian Leetch und Tony Granato sogar zwei Spieler aus dem Kader.
- 1985 – Tomas Sandström
- 1986 – Mike Ridley
- 1989 – Brian Leetch
- 1989 – Tony Granato
- 1992 – Tony Amonte
- 2000 – Mike York
- 2002 – Dan Blackburn
- 2006 – Henrik Lundqvist
- 2010 – Michael Del Zotto
- 2017 – Brady Skjei
- 2021 – K’Andre Miller

### NHL All-Star Game-Nominierungen
Aus den Reihen der Rangers standen 62 Feldspieler und sieben Torhüter im Kader eines der beiden All-Star-Teams. Dabei sind auch die drei Benefizspiele berücksichtigt, die vor der Einführung des NHL All-Star Game ausgetragen wurden. Die Feldspieler kamen zu 129 Einsätzen, bei denen ihnen 31 Tore und 53 Vorlagen gelangen. Die Torhüter bringen zusätzlich noch 19 Einsätze mit ein. Fünf Rookies oder Sophomores der Rangers standen im Kader des YoungStars Game, das von 2002 bis 2009 ausgetragen wurde.
Abkürzungen: GP = Spiele, G = Tore, A = Vorlagen,
Pts = Punkte
| Name           | von – bis | GP | G | A | Pts |
| Rod Gilbert    | 1964–1977 | 8  | 0 | 3 | 3   |
| Brian Leetch   | 1990–2002 | 8  | 0 | 2 | 2   |
| Andy Bathgate  | 1957–1963 | 7  | 3 | 2 | 5   |
| Brad Park      | 1970–1975 | 6  | 0 | 2 | 2   |
| Harry Howell   | 1954–1968 | 6  | 0 | 1 | 1   |
| Eddie Giacomin | 1967–1973 | 6  | – | – | –   |
| Mark Messier   | 1992–2004 | 5  | 3 | 7 | 10  |
| Bill Gadsby    | 1988–1996 | 5  | 0 | 0 | 0   |
| Edgar Laprade  | 1947–1950 | 4  | 0 | 2 | 2   |
| Jean Ratelle   | 1970–1973 | 4  | 1 | 0 | 1   |
| Tony Leswick   | 1947–1950 | 4  | 0 | 0 | 0   |

Beim All-Star Game 2003 wählten die Fans Brian Leetch in die Startaufstellung, doch vor seiner neunten Teilnahme verletzte er sich und musste absagen. So muss er sich die meisten Nominierungen mit Rod Gilbert teilen, der ebenfalls an acht All-Star-Games teilnahm. Erfolgreichster Spieler in den Auswahlspielen ist Mark Messier mit zehn Punkten.
Vor den offiziellen All-Star-Games gab es drei Benefizspiele, an denen ebenfalls Spieler der Rangers teilnahmen. Beim ersten, dem Ace Bailey Benefit Game, standen mit Ching Johnson und Bill Cook zwei Spieler der Rangers im Kader. Trainer des Teams war Lester Patrick, der einzige Trainer der Rangers, der je ein All-Star-Team betreute.
Das 1. National Hockey League All-Star Game fand 1947 mit drei Spielern der Rangers statt. Tony Leswick musste im ersten Drittel auf die Strafbank, Grant Warwick bereitete ein Tor seines Mannschaftskameraden Edgar Laprade vor.
In den ersten Jahren war der Stanley-Cup-Sieger immer Gastgeber des All-Star-Games. Oft war der Titelverteidiger auch Gegner des All-Star-Teams. Erst nach Aufhebung dieser Regelung wurde 1973 auch ein All-Star-Game in New York ausgetragen. 1994 waren die Rangers im Madison Square Garden erneut Gastgeber.
Einige Spieler der Rangers halten auch Rekorde beim NHL All-Star Game oder waren daran beteiligt. Wayne Gretzky führt die ewige Scorerliste mit 25 Punkten an. Sechs Punkte davon kommen aus der Zeit, als er am Broadway spielte. Er erzielte in dieser Zeit auch eines seiner 13 Tore, ein Rekord, den er sich mit Mario Lemieux teilt. Mike Gartner erzielte 1993 vier Tore in einem Spiel. Dieser Rekord, den Gretzky 1983 erstmals aufstellte, gelang noch drei weiteren Spielen. Die ersten beiden Treffer erzielte er im ersten Drittel nach 3:15 und 3:27 Minuten. Es waren die schnellsten zwei Tore eines Spielers vom Beginn eines Spiels und vom Beginn eines Drittels. Nur zweimal erzielte ein Spieler zwei Tore mit weniger als 22 Sekunden Abstand.
Mit Don Maloney (1984), Mike Gartner (1993), Wayne Gretzky (1999) und Marián Gáborík (2012) war viermal ein Spieler der Rangers wertvollster Spieler des All-Star-Games.
Außer den All-Star-Games gab es drei weitere Anlässe, bei dem die NHL ein All-Star-Team stellte. Bei der Summit Series 1972 waren Brad Park, Rod Seiling, Rod Gilbert, Vic Hadfield und Jean Ratelle von den Rangers im Kader. Beim Challenge Cup 1979 wurden die Rangers von Anders Hedberg und Ulf Nilsson vertreten. Ron Greschner stand ebenfalls im Kader, kam jedoch nicht zum Einsatz. Wie bei den ersten beiden Serien, war auch beim Rendez-vous ’87 die sowjetische Nationalmannschaft Gegner des NHL-Teams, das mit Tomas Sandström antrat.

### Franchiserekorde
Im Folgenden werden ausgewählte Spielerrekorde des Franchise sowohl über die gesamte Karriere als auch über einzelne Spielzeiten aufgeführt.

#### Karriere
|                                   | Name             | Anzahl                                  |
| Meiste Spiele                     | Harry Howell     | 1.160                                   |
| Meiste aufeinanderfolgende Spiele | Andy Hebenton    | 560 (7. Oktober 1955 bis 24. März 1963) |
| Meiste Tore                       | Rod Gilbert      | 406                                     |
| Meiste Vorlagen                   | Brian Leetch     | 741                                     |
| Meiste Punkte                     | Rod Gilbert      | 1.021 (406 Tore + 615 Vorlagen)         |
| Meiste Strafminuten               | Ron Greschner    | 1.226                                   |
| Meiste Shutouts                   | Henrik Lundqvist | 64                                      |

#### Saison
|                               | Name          | Anzahl                      | Saison  |
| Meiste Tore                   | Jaromír Jágr  | 54                          | 2005/06 |
| Meiste Vorlagen               | Brian Leetch  | 80                          | 1991/92 |
| Meiste Punkte                 | Jaromír Jágr  | 123 (54 Tore + 69 Vorlagen) | 2005/06 |
| Meiste Punkte als Rookie      | Mark Pavelich | 76 (33 Tore + 43 Vorlagen)  | 1981/82 |
| Meiste Punkte als Verteidiger | Brian Leetch  | 102 (22 Tore + 80 Vorlagen) | 1991/92 |
| Meiste Strafminuten           | Troy Mallette | 305                         | 1989/90 |
| Meiste Siege als Torhüter     | Mike Richter  | 42                          | 1993/94 |

## Trainer

### Frühe Jahre und „Original Six“ (1926 bis 1965)
Abkürzungen: GC = Spiele, W = Siege, L = Niederlagen, T = Unentschieden, OTL = Niederlagen
nach Overtime, Pts = Punkte, Pts % = Punktquote
| Name            | Saison           | Reguläre Saison | Reguläre Saison | Reguläre Saison | Reguläre Saison | Reguläre Saison | Reguläre Saison | Playoffs | Playoffs | Playoffs |
| Name            | Saison           | GC              | W               | L               | T               | Pts             | Pts %           | GC       | W        | L        |
| Lester Patrick  | 1926/27–1938/39  | 604             | 281             | 216             | 107             | 669             | .465            | 16       | 8        | 8        |
| Frank Boucher   | 1939/40–1948/49* | 487             | 167             | 243             | 77              | 411             | .343            | 6        | 2        | 4        |
| Lynn Patrick    | 1948/49*–1949/50 | 107             | 40              | 51              | 16              | 96              | .374            | —        | —        | —        |
| Neil Colville   | 1950/51–1951/52* | 93              | 26              | 41              | 26              | 78              | .280            | —        | —        | —        |
| Bill Cook       | 1951/52*–1952/53 | 117             | 34              | 59              | 24              | 92              | .291            | 4        | 0        | 4        |
| Frank Boucher   | 1953/54*         | 40              | 14              | 20              | 6               | 34              | .350            | 29       | 13       | 16       |
| Muzz Patrick    | 1953/54*–1954/55 | 100             | 32              | 46              | 22              | 86              | .320            | —        | —        | —        |
| Phil Watson     | 1955/56–1959/60* | 295             | 119             | 124             | 52              | 290             | .403            | 23       | 16       | 7        |
| Muzz Patrick    | 1959/60*         | 2               | 0               | 1               | 1               | 1               | .000            | —        | —        | —        |
| Alf Pike        | 1959/60*–1960/61 | 123             | 36              | 66              | 21              | 93              | .293            | 36       | 18       | 18       |
| Doug Harvey     | 1961/62          | 70              | 26              | 32              | 12              | 64              | .371            | —        | —        | —        |
| Muzz Patrick    | 1962/63*         | 34              | 11              | 19              | 4               | 26              | .324            | —        | —        | —        |
| George Sullivan | 1962/63*–1965/66 | 196             | 58              | 103             | 35              | 151             | .296            | —        | —        | —        |

* Wechsel während der laufenden Saison
Auffallend ruhig waren die frühen Jahre der Rangers was die Trainerposition betrifft. Über zehn Jahre war Lester Patrick der Mann hinter der Bande der Rangers. Auf Grund seiner Schlüsselrolle im Franchise, wo er zu dieser Zeit auch General Manager war, wäre eine Ablösung auch eine große Überraschung gewesen. Ihm folgte der langjährige Kopf der Mannschaft Frank Boucher, der kurze Zeit später auch die Rolle des General Managers mit übernahm. Erst nachdem Boucher sich vom Platz hinter der Bande zurückgezogen hatte, wurde es wechselhaft und Boucher kehrte drei Jahre später auch noch einmal kurz hinter die Bande zurück. Unter den Trainern dieser Zeit findet man auch Lester Patricks Söhne Lynn und Muzz. Mit Doug Harvey hatte man einen der besten Spieler der Liga geholt, der für ein Jahr als Spielertrainer aktiv war, dann aber auf eigenen Wunsch nur noch spielte und die Trainerposition wieder abgab.

### Expansion-Jahre (1965 bis 1989)
| Name             | Saison           | Reguläre Saison | Reguläre Saison | Reguläre Saison | Reguläre Saison | Reguläre Saison | Reguläre Saison | Playoffs | Playoffs | Playoffs |
| Name             | Saison           | GC              | W               | L               | T               | Pts             | Pts %           | GC       | W        | L        |
| Emile Francis    | 1965/66*–1968/69 | 194             | 82              | 82              | 30              | 194             | .423            | 10       | 2        | 8        |
| Bernie Geoffrion | 1969/70*         | 43              | 22              | 18              | 3               | 47              | .512            | —        | —        | —        |
| Emile Francis    | 1969/70*–1972/73 | 343             | 201             | 88              | 54              | 456             | .586            | 49       | 24       | 25       |
| Larry Popein     | 1973/74*         | 41              | 18              | 14              | 9               | 45              | .439            | —        | —        | —        |
| Emile Francis    | 1973/74*–1974/75 | 37              | 22              | 10              | 5               | 137             | .595            | 16       | 8        | 8        |
| Ron Stewart      | 1975/76*         | 39              | 15              | 20              | 4               | 34              | .385            | —        | —        | —        |
| John Ferguson    | 1975/76*–1976/77 | 121             | 43              | 59              | 19              | 105             | .355            | —        | —        | —        |
| Jean-Guy Talbot  | 1977/78          | 80              | 30              | 37              | 13              | 73              | .375            | 3        | 1        | 2        |
| Fred Shero       | 1978/79–1980/81* | 180             | 82              | 74              | 24              | 188             | .456            | 27       | 15       | 12       |
| Craig Patrick    | 1980/81*         | 60              | 26              | 23              | 11              | 63              | .433            | 14       | 7        | 7        |
| Herb Brooks      | 1981/82–1984/85* | 285             | 131             | 113             | 41              | 303             | .460            | 24       | 12       | 12       |
| Craig Patrick    | 1984/85*         | 35              | 11              | 22              | 2               | 24              | .314            | 3        | 0        | 3        |
| Ted Sator        | 1985/86–1986/87* | 99              | 41              | 48              | 10              | 92              | .414            | 16       | 8        | 8        |
| Tom Webster      | 1986/87*         | 18              | 5               | 9               | 4               | 14              | .278            | —        | —        | —        |
| Phil Esposito    | 1986/87*         | 43              | 24              | 19              | 0               | 48              | .558            | 6        | 2        | 4        |
| Michel Bergeron  | 1987/88–1988/89* | 158             | 73              | 67              | 18              | 164             | .462            | —        | —        | —        |
| Phil Esposito    | 1988/89*         | 2               | 0               | 2               | 0               | 0               | 1.00            | 4        | 0        | 4        |

Diese Phase von zwanzig Jahren teilt sich auf vier General Manager auf, die meist selbst den Trainerposten bekleideten. Letzter Trainer der „Original-Six“-Jahre war Emile Francis. Francis versuchte zweimal sich durch einen Cheftrainer unterstützen zu lassen, aber weder Bernie Geoffrion, noch Larry Popein blieben bis zum Ende der jeweiligen Saison in ihrem Amt. Auch sein Nachfolger John Ferguson stand bald selbst hinter der Bande. Er verpflichtete mit Jean-Guy Talbot einen Trainer, der zumindest eine vollständige Spielzeit blieb. Sein Nachfolger Fred Shero, der mit den Philadelphia Flyers zweimal den Stanley Cup gewonnen hatte, übernahm im Laufe seiner ersten Trainersaison dann zusätzlich die Aufgabe des General Managers. In beiden Positionen wurde Shero von Craig Patrick abgelöst. Patrick setzte eine Familientradition fort. Er ist der Enkel von Lester Patrick, dem ersten Trainer und General Manager der Rangers. Auch sein Vater Lynn und sein Onkel Muzz waren zuvor bei den Rangers als Trainer angestellt. Craig Patrick war nur zweimal kurz selbst Trainer. In der meisten Zeit trainierte Herb Brooks, der Trainer des „Miracle on Ice“, die Rangers. Er war erst der dritte Trainer in der Geschichte der Rangers, der nicht General Manager war und zu Beginn von vier aufeinanderfolgenden Spielzeiten im Amt war.

### Gegenwart (seit 1989)
| Name             | Saison            | Reguläre Saison | Reguläre Saison | Reguläre Saison | Reguläre Saison | Reguläre Saison | Reguläre Saison | Reguläre Saison | Playoffs | Playoffs | Playoffs |
| Name             | Saison            | GC              | W               | L               | T               | OTL             | Pts             | Pts %           | GC       | W        | L        |
| Roger Neilson    | 1989/90–1992/93*  | 280             | 141             | 104             | 35              | —               | 317             | .504            | 29       | 13       | 16       |
| Ron Smith        | 1992/93*          | 44              | 15              | 22              | 7               | —               | 37              | .341            | —        | —        | —        |
| Mike Keenan      | 1993/94           | 84              | 52              | 24              | 8               | —               | 112             | .619            | 23       | 16       | 7        |
| Colin Campbell   | 1994/95–1997/98*  | 269             | 118             | 108             | 43              | —               | 279             | .439            | 36       | 18       | 18       |
| John Muckler     | 1997/98*–1999/00* | 185             | 70              | 88              | 24              | 3               | 167             | .378            | —        | —        | —        |
| John Tortorella  | 1999/00*          | 4               | 0               | 3               | 1               | 0               | 1               | .125            | —        | —        | —        |
| Ron Low          | 2000/01–2001/02   | 164             | 69              | 81              | 9               | 5               | 152             | .420            | —        | —        | —        |
| Bryan Trottier   | 2002/03*          | 54              | 21              | 26              | 6               | 1               | 49              | .389            | —        | —        | —        |
| Glen Sather      | 2002/03–2003/04*  | 90              | 33              | 39              | 11              | 7               | 84              | .367            | —        | —        | —        |
| Tom Renney       | 2003/04*–2008/09* | 327             | 164             | 121             | 0               | 42              | 370             | .566            | 24       | 11       | 13       |
| John Tortorella  | 2008/09*–2012/13  | 315             | 171             | 115             | —               | 29              | 371             | .588            | 44       | 19       | 25       |
| Alain Vigneault  | 2013/14–2017/18   | 410             | 226             | 147             | —               | 37              | 489             | .596            | 61       | 31       | 30       |
| David Quinn      | 2018/19–2020/21   | 208             | 96              | 87              | —               | 25              | 217             | .522            | 3        | 0        | 3        |
| Gerard Gallant   | 2021/22–2023      | 164             | 99              | 46              | —               | 19              | 217             | .662            | 27       | 13       | 14       |
| Peter Laviolette | 2023/24–2024/25   | 164             | 94              | 59              | —               | 1               | 199             | .607            | 16       | 10       | 6        |
| Mike Sullivan    | seit 2025/26      |                 |                 |                 | —               |                 |                 |                 |          |          |          |

Es folgten viele Trainer, die nur kurz am Broadway blieben. Auch Mike Keenan, der nach vielen Jahren wieder den Stanley Cup nach New York holte, blieb dem Team nach dem Titelgewinn nicht erhalten. Der zuletzt am längsten aktive Cheftrainer, Tom Renney, betreute das Team zwischen den Spielzeiten 2003/04 und 2008/09. Er wurde im Verlauf der Spielzeit durch John Tortorella ersetzt, der seine zweite Amtszeit in New York begann, nachdem er das Team im Spieljahr 1999/2000 für vier Spiele betreut hatte. Tortorella betreute das Team bis zum Ende der Saison 2012/13, als er von Alain Vigneault abgelöst wurde. Vigneault führte das Team ins Stanley-Cup-Finale 2014, unterlag dort allerdings den Los Angeles Kings. Nach der Spielzeit 2017/18, in der er erstmals die Playoffs verpasste, wurde er von seinen Pflichten enthoben und durch David Quinn ersetzt. Dieser wurde am Ende der Saison 2020/21 entlassen, wobei Gerard Gallant seine Nachfolge antrat, der das Team jedoch auch nur bis zum Ende der Saison 2022/23 betreute. Ihm wiederum folgte Peter Laviolette, der ebenso nach zwei Saisons entlassen und durch Mike Sullivan ersetzt wurde.

## General Manager
| Name           | Saison            |
| Conn Smythe    | 1926              |
| Lester Patrick | 1926/27–1945/46   |
| Frank Boucher  | 1946/47–1954/55   |
| Muzz Patrick   | 1955/56–1963/64   |
| Emile Francis  | 1964/65–1975/76*  |
| John Ferguson  | 1975/76*–1978/79* |

| Name          | Saison            |
| Fred Shero    | 1978/79*–1980/81* |
| Craig Patrick | 1980/81*–1985/86  |
| Phil Esposito | 1986/87–1988/89   |
| Neil Smith    | 1989/90–1999/00   |
| Glen Sather   | 2000/01–2014/15   |
| Jeff Gorton   | 2015/16–2020/21*  |
| Chris Drury   | seit 2020/21*     |

## Spieler

### Kader der Saison 2024/25
Stand: Ende der Saison 2024/25
| Nr. | Nat.                          | Spieler            | Pos. | Geburtsdatum       | in Org. seit | Geburtsort                          |
| --- | ----------------------------- | ------------------ | ---- | ------------------ | ------------ | ----------------------------------- |
| 32  | Vereinigte Staaten            | Jonathan Quick     | G    | 21. Januar 1986    | 2023         | Milford, Connecticut, USA           |
| 31  | Russland                      | Igor Schestjorkin  | G    | 30. Dezember 1995  | 2019         | Moskau, Russland                    |
| 17  | Vereinigte Staaten            | Will Borgen        | D    | 19. November 1996  | 2024         | Moorhead, Minnesota, USA            |
| 44  | Kanada                        | Calvin de Haan     | D    | 9. Mai 1991        | 2025         | Carp, Ontario, Kanada               |
| 23  | Vereinigte Staaten            | Adam Fox – A       | D    | 17. Februar 1998   | 2019         | Jericho, New York, USA              |
| 6   | Vereinigte Staaten            | Zac Jones          | D    | 18. Oktober 2000   | 2021         | Richmond (Virginia), Virginia, USA  |
| 79  | Vereinigte Staaten            | K’Andre Miller     | D    | 21. Januar 2000    | 2020         | Saint Paul, Minnesota, USA          |
| 5   | Vereinigte Staaten            | Chad Ruhwedel      | D    | 7. Mai 1990        | 2024         | San Diego, Kalifornien, USA         |
| 4   | Kanada                        | Braden Schneider   | D    | 20. September 2001 | 2021         | Prince Albert, Saskatchewan, Kanada |
| 24  | Kanada                        | Carson Soucy       | D    | 24. Juli 1994      | 2025         | Viking, Alberta, Kanada             |
| 18  | Finnland                      | Urho Vaakanainen   | D    | 1. Januar 1999     | 2024         | Joensuu, Finnland                   |
| 96  | Kanada                        | Nicolas Aubé-Kubel | RW   | 10. Mai 1996       | 2025         | Slave Lake, Alberta, Kanada         |
| 22  | Vereinigte Staaten            | Jonny Brodzinski   | C    | 19. Juni 1993      | 2020         | Blaine, Minnesota, USA              |
| 39  | Kanada                        | Sam Carrick        | C    | 4. Februar 1992    | 2024         | Markham, Ontario, Kanada            |
| 50  | Kanada                        | Will Cuylle        | LW   | 5. Februar 2002    | 2021         | Toronto, Ontario, Kanada            |
| 84  | Schweden                      | Adam Edström       | C    | 12. Oktober 2000   | 2022         | Karlstad, Schweden                  |
| 34  | Usbekistan Vereinigte Staaten | Arthur Kaliyev     | RW   | 26. Juni 2001      | 2025         | Taschkent, Usbekistan               |
| 20  | Vereinigte Staaten            | Chris Kreider – A  | LW   | 30. April 1991     | 2012         | Boxford, Massachusetts, USA         |
| 13  | Kanada                        | Alexis Lafrenière  | LW   | 11. Oktober 2001   | 2012         | Saint-Eustache, Québec, Kanada      |
| 8   | Vereinigte Staaten            | J. T. Miller       | C    | 14. März 1993      | 2025         | East Palestine, Ohio, USA           |
| 10  | Russland                      | Artemi Panarin – A | LW   | 30. Oktober 1991   | 2019         | Korkino, Russische SFSR             |
| 71  | Finnland                      | Juuso Pärssinen    | C    | 1. Februar 2001    | 2025         | Hämeenlinna, Finnland               |
| 73  | Kanada                        | Matt Rempe         | C    | 29. Juni 2002      | 2021         | Calgary, Alberta, Kanada            |
| 16  | Vereinigte Staaten            | Vincent Trocheck   | C    | 11. Juli 1993      | 2022         | Pittsburgh, Pennsylvania, USA       |
| 93  | Schweden                      | Mika Zibanejad – A | C    | 18. April 1993     | 2016         | Huddinge, Schweden                  |

### Mannschaftskapitäne
| Jahr      | Name            |
| 1926–1937 | Bill Cook       |
| 1937–1942 | Art Coulter     |
| 1942–1945 | Ehrhardt Heller |
| 1945–1948 | Neil Colville   |
| 1949–1950 | Buddy O’Connor  |
| 1950–1951 | Frank Eddolls   |
| 1951–1953 | Allan Stanley   |
| 1953–1955 | Don Raleigh     |
| 1955–1957 | Harry Howell    |
| 1957–1961 | George Sullivan |
| 1961–1964 | Andy Bathgate   |
| 1964–1965 | Camille Henry   |
| 1965–1971 | Bob Nevin       |
| 1971–1974 | Vic Hadfield    |
| 1974–1975 | Brad Park       |

| Jahr      | Name          |
| 1975–1978 | Phil Esposito |
| 1978–1980 | Dave Maloney  |
| 1980–1981 | Walt Tkaczuk  |
| 1981–1986 | Barry Beck    |
| 1986–1987 | Ron Greschner |
| 1987–1991 | Kelly Kisio   |
| 1991–1997 | Mark Messier  |
| 1997–2000 | Brian Leetch  |
| 2000–2004 | Mark Messier  |
| 2005–2006 | kein Kapitän  |
| 2006–2008 | Jaromír Jágr  |
| 2008–2011 | Chris Drury   |
| 2011–2014 | Ryan Callahan |
| 2014–2018 | Ryan McDonagh |
| 2018–2022 | kein Kapitän  |
| 2022–2024 | Jacob Trouba  |

### Mitglieder der Hockey Hall of Fame
| Name             | Aufnahme | Position |
| Glenn Anderson   | 2008     | Spieler  |
| Andy Bathgate    | 1978     | Spieler  |
| Doug Bentley     | 1964     | Spieler  |
| Max Bentley      | 1966     | Spieler  |
| Frank Boucher    | 1958     | Spieler  |
| Johnny Bower     | 1976     | Spieler  |
| Pawel Bure       | 2012     | Spieler  |
| Neil Colville    | 1967     | Spieler  |
| Bill Cook        | 1952     | Spieler  |
| Bun Cook         | 1995     | Spieler  |
| Art Coulter      | 1974     | Spieler  |
| Marcel Dionne    | 1992     | Spieler  |
| Dick Duff        | 2006     | Spieler  |
| Phil Esposito    | 1984     | Spieler  |
| Bill Gadsby      | 1970     | Spieler  |
| Mike Gartner     | 2001     | Spieler  |
| Bernie Geoffrion | 1972     | Spieler  |
| Eddie Giacomin   | 1987     | Spieler  |
| Rod Gilbert      | 1972     | Spieler  |
| Wayne Gretzky    | 1999     | Spieler  |
| Doug Harvey      | 1973     | Spieler  |
| Bryan Hextall    | 1969     | Spieler  |
| Tim Horton       | 1977     | Spieler  |
| Harry Howell     | 1979     | Spieler  |
| Ching Johnson    | 1958     | Spieler  |
| Jari Kurri       | 2001     | Spieler  |
| Guy Lafleur      | 1988     | Spieler  |
| Pat LaFontaine   | 2003     | Spieler  |

| Name              | Aufnahmedatum | Position |
| Edgar Laprade     | 1993          | Spieler  |
| Eric Lindros      | 2016          | Spieler  |
| Brian Leetch      | 2009          | Spieler  |
| Kevin Lowe        | 2020          | Spieler  |
| Harry Lumley      | 1980          | Spieler  |
| Henrik Lundqvist  | 2023          | Spieler  |
| Mark Messier      | 2007          | Spieler  |
| Howie Morenz      | 1945          | Spieler  |
| Václav Nedomanský | 2019          | Spieler  |
| Buddy O’Connor    | 1988          | Spieler  |
| Brad Park         | 1988          | Spieler  |
| Lester Patrick    | 1947          | Spieler  |
| Lynn Patrick      | 1980          | Spieler  |
| Jacques Plante    | 1978          | Spieler  |
| Babe Pratt        | 1966          | Spieler  |
| Jean Ratelle      | 1985          | Spieler  |
| Chuck Rayner      | 1973          | Spieler  |
| Luc Robitaille    | 2009          | Spieler  |
| Terry Sawchuk     | 1971          | Spieler  |
| Earl Seibert      | 1963          | Spieler  |
| Brendan Shanahan  | 2013          | Spieler  |
| Fred Shero        | 2013          | Trainer  |
| Babe Siebert      | 1964          | Spieler  |
| Clint Smith       | 1991          | Spieler  |
| Allan Stanley     | 1981          | Spieler  |
| Martin St. Louis  | 2018          | Spieler  |
| Sergei Subow      | 2019          | Spieler  |
| Gump Worsley      | 1980          | Spieler  |

### Gesperrte Trikotnummern

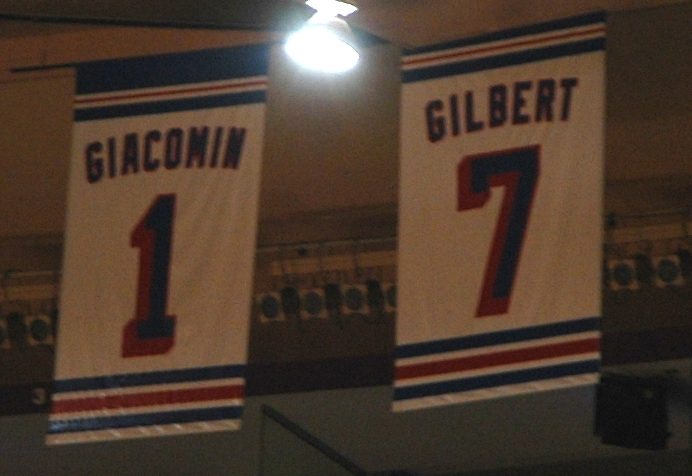
1979 war Gilberts 7 die erste gesperrte Nummer der Rangers, Giacomins 1 folgte 1989

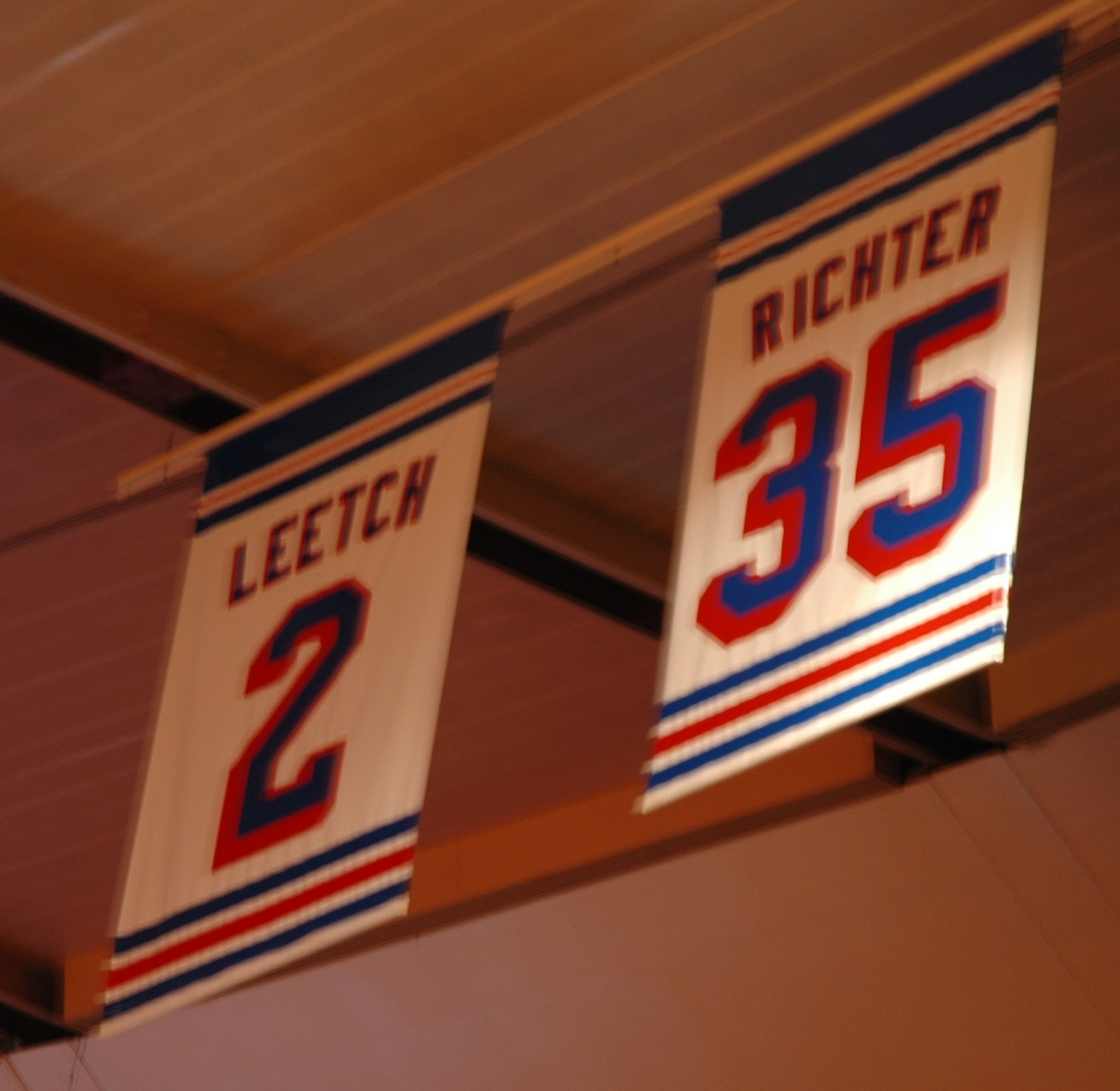
Brian Leetch und Mike Richter spielten lange gemeinsam für die Rangers

Diese Rückennummern hängen als Banner im Madison Square Garden und werden an keinen Spieler der New York Rangers mehr vergeben. Die Rückennummer 99 ist generell in der NHL zu Ehren von Wayne Gretzky gesperrt worden.
| Nr. | Name             | Sperrungsdatum             |
| 1   | Eddie Giacomin   | 15. März 1989              |
| 2   | Brian Leetch     | 24. Januar 2008            |
| 3   | Harry Howell     | 22. Februar 2009           |
| 7   | Rod Gilbert      | 14. Oktober 1979           |
| 9   | Adam Graves      | 3. Februar 2009            |
| 9   | Andy Bathgate    | 22. Februar 2009           |
| 11  | Mark Messier     | 12. Januar 2006            |
| 11  | Vic Hadfield     | 2. Dezember 2018           |
| 19  | Jean Ratelle     | 25. Februar 2018           |
| 30  | Henrik Lundqvist | 28. Januar 2022            |
| 35  | Mike Richter     | 4. Februar 2004            |
| 99  | Wayne Gretzky    | 6. Februar 2000 (ligaweit) |

### Top-10-Wahlrechte im NHL Entry Draft
| Name           | Jahr | Draft-Position |
| André Dupont   | 1969 | 8.             |
| Steve Vickers  | 1971 | 10.            |
| Al Blanchard   | 1972 | 10.            |
| Don Murdoch    | 1976 | 6.             |
| Lucien DeBlois | 1977 | 8.             |
| James Patrick  | 1981 | 9.             |
| Ulf Dahlén     | 1985 | 7.             |
| Brian Leetch   | 1986 | 9.             |

| Name             | Jahr | Draft-Position |
| Jayson More      | 1987 | 10.            |
| Niklas Sundström | 1993 | 8.             |
| Manny Malhotra   | 1998 | 7.             |
| Pavel Brendl     | 1999 | 4.             |
| Jamie Lundmark   | 1999 | 9.             |
| Dan Blackburn    | 2001 | 10.            |
| Al Montoya       | 2004 | 6.             |
| Dylan McIlrath   | 2010 | 10.            |

| Name              | Jahr | Draft-Position |
| Lias Andersson    | 2017 | 7.             |
| Witali Krawzow    | 2018 | 9.             |
| Kaapo Kakko       | 2019 | 2.             |
| Alexis Lafrenière | 2020 | 1.             |

Die Spieler der frühen Draftjahre 1963 bis 1968 sind hier nicht aufgeführt.

### Franchise-Top-Punktesammler
Die zehn besten Punktesammler in der Geschichte des Franchise bis zum Ende der regulären Saison 2024/25 und der Playoffs 2025.
Abkürzungen: Pos = Position, GP = Spiele, G = Tore, A = Vorlagen, Pts = Punkte, P/G = Punkte pro Spiel
| Name           | Pos | Saison          | GP   | G   | A   | Pts  | P/G  |
| Rod Gilbert    | RW  | 1960/61–1977/78 | 1065 | 406 | 615 | 1021 | 0,95 |
| Brian Leetch   | D   | 1987/88–2003/04 | 1129 | 240 | 741 | 981  | 0,86 |
| Jean Ratelle   | C   | 1960/61–1975/76 | 862  | 336 | 481 | 817  | 0,94 |
| Andy Bathgate  | RW  | 1952/53         | 719  | 272 | 457 | 729  | 1,01 |
| Andy Bathgate  | RW  | 1953/54–1963/64 | 719  | 272 | 457 | 729  | 1,01 |
| Mark Messier   | C   | 1991/92–1996/97 | 698  | 250 | 441 | 691  | 0,98 |
| Mark Messier   | C   | 2000/01–2003/04 | 698  | 250 | 441 | 691  | 0,98 |
| Walt Tkaczuk   | C   | 1967/68–1980/81 | 945  | 227 | 451 | 678  | 0,71 |
| Ron Greschner  | D   | 1974/75–1989/90 | 982  | 179 | 431 | 610  | 0,62 |
| Mika Zibanejad | C   | seit 2016/17    | 649  | 250 | 339 | 589  | 0,91 |
| Steve Vickers  | LW  | 1972/73–1981/82 | 698  | 246 | 340 | 586  | 0,83 |
| Chris Kreider  | LW  | seit 2011/12    | 883  | 326 | 256 | 582  | 0,66 |

| Name           | Pos | GP  | G  | A  | Pts | P/G  |
| Brian Leetch   | D   | 82  | 28 | 61 | 89  | 1,08 |
| Mark Messier   | C   | 70  | 29 | 51 | 80  | 1,14 |
| Chris Kreider  | LW  | 123 | 48 | 28 | 76  | 0,62 |
| Rod Gilbert    | RW  | 79  | 34 | 33 | 67  | 0,84 |
| Don Maloney    | LW  | 85  | 22 | 35 | 57  | 0,67 |
| Mika Zibanejad | C   | 58  | 17 | 38 | 55  | 0,95 |
| Walt Tkaczuk   | C   | 93  | 19 | 32 | 51  | 0,54 |
| Steve Vickers  | LW  | 68  | 24 | 25 | 49  | 0,72 |
| Derek Stepan   | C   | 97  | 19 | 30 | 49  | 0,51 |
| Ron Greschner  | D   | 84  | 17 | 32 | 49  | 0,58 |